# Real Kashmir FC
El Real Kashmir FC es un equipo de fútbol de la India que juega en la I-League, la segunda división nacional.

## Historia
Fue fundado en el año 2016 en la ciudad de Srinagar como el primer equipo del Territorio de Jammu y Cachemira en participar en una liga de primera división de fútbol. Forma parte de la Jammu & Kashmir Football Association (JKFA) gracias a los esfuerzos de Sandeep Chattoo. El Real Kashmir FC emergería como el primer equipo de fútbol profesional del Territorio de Jammu y Cachemira.
En septiembre de 2016 participó en su primer torneo oficial cuando jugó en la Durand Cup. En enero de 2017 el Real Kashmir contrató como entrenador a David Robertson, y en julio se convirtió en el primer club de Jammu & Cachemira en jugar cuatro partidos en Escocia. Su primera aparición en un torneo de liga fue en la I-League 2nd Division de 2016/17, pero no clasificó a la fase final. Actualmente ha participado en las cuatro divisiones de la AIFF.
En mayo de 2018, el Real Kashmir FC lograría el ascenso a la I-League como campeón de la I-League 2nd Division luego de vencer al Hindustan 3-2 en el último partido de la temporada. El 30 de mayo de 2018 el Real Kashmir sería el campeón de la I-League 2nd Division. Lo consiguió en su segunda temporada en la liga, y con ello el ascenso a la I-League por primera vez para la temporada 2018–19. En octubre de 2018 ganó la Jammu & Kashmir Invitational Cup junto al Minerva Punjab. El 11 de diciembre de 2018 obtendría su mayor victoria en torneos de liga cuando aplastó al Shillong Lajong por 6–1, y terminaría la temporada en tercer lugar.
En agosto de 2018 el equipo juvenil del Real Kashmir FC viajó a Alemania para hacer pretemporada con el Borussia Dortmund (BVB), donde visitaron los centros de entrenamiento de club. También visitaron el Westfalenstadion. En 2019 participó nuevamente en la Durand Cup donde perdería en las seminfinales 1-3 ante el Mohun Bagan. El 19 de diciembre de 2020 ganaron la IFA Shield, venciendo en la final al George Telegraph por 2-1 en el Salt Lake Stadium de Kolkata. Fue su primer título importante desde su fundación en 2016.
En la temporada de la I-League de 2021 adquirieron a Danish Farooq Bhat, Adnan Ayoub, Farhan Ganie del J&K Bank Football Club. En esa temporada el club clasificó al Play-off con 21 puntos en la quinta posición. Además de defender el título de la IFA Shield, Real Kashmir venció en la primera ronda del IFA Shield de 2021 3–0 al Indian Arrows. Sería el campeón luego de vencer en la final 2–1 al Sreenidi Deccan el 15 de diciembre. El club terminó en la posición 12 en la I-League de 2021/22. A mitad de la temporada 2022–23 contrató al inglés Gifton Noel-Williams como entrenador en reemplazo de Mehrajuddin Wadoo en febrero de 2023.

## Clubes afiliados
- Oxford United FC (2020–2021)[35][36][37]

## Palmarés

### Títulos
- I-League 2nd Division
  - Champions (1): 2017–18[38]
- IFA Shield (2): 2020,[39] 2021[40]
- J&K Invitational Cup (1): 2018 (compartida)[41][42]

### Distinciones
- IFA Shield Fair Play Award (Trofeo Ronny Roy Memorial): 2020[43]

## Entrenadores
- David Robertson (2016-2022)[44]
- Mehrajuddin Wadoo (2022-2023)[45]
- Gifton Noel-Williams (2023)[46]
- Ishfaq Ahmed (2023-)[47]